# Erik Valnes
Erik Valnes (Tromsø, 19 de abril de 1996) es un deportista noruego que compite en esquí de fondo.
Participó en los Juegos Olímpicos de Pekín 2022, obteniendo una medalla de oro en la prueba de velocidad por equipo (junto con Johannes Klæbo).
Ganó cinco medallas en el Campeonato Mundial de Esquí Nórdico, en los años 2021 y 2025.

## Palmarés internacional
| Juegos Olímpicos   | Juegos Olímpicos      | Juegos Olímpicos | Juegos Olímpicos     |
| Año                | Lugar                 | Medalla          | Prueba               |
| ------------------ | --------------------- | ---------------- | -------------------- |
| 2022               | Pekín (China)         | Medalla de oro   | Velocidad por equipo |
| Campeonato Mundial |                       |                  |                      |
| Año                | Lugar                 | Medalla          | Prueba               |
| 2021               | Oberstdorf (Alemania) | Medalla de oro   | Velocidad por equipo |
| 2021               | Oberstdorf (Alemania) | Medalla de plata | Velocidad individual |
| 2025               | Trondheim (Noruega)   | Medalla de oro   | Velocidad por equipo |
| 2025               | Trondheim (Noruega)   | Medalla de oro   | Relevo 4 × 7,5 km    |
| 2025               | Trondheim (Noruega)   | Medalla de plata | 10 km                |